# Diogma glabrata
Diogma glabrata (лат.) — вид двукрылых из семейства цилиндротомид.

## Описание
Комары длинной 10-15 мм. Голова сверху коричневая, снизу желтовато-коричневая. Лоб с белым или желтовато-серым опушением. Рострум желтовато-коричневый, короткий, без носа. Ротовые части бледно-коричневые или коричневые. Щупики пятичлениковые от бледно-коричневого до коричневого цвета, последний их членик немного длиннее предпоследнего. Жгутик усиков 14-члениковый, постепенно темнеющий от основания к вершине. Членики жгутика у обоих полов простые, не расширенные. У самцов на усиках имеются короткие редкие беловатые щетинки — сенсиллы. Грудь желтоватая с контрастными блестящими черными пятнами. Переднеспинка жёлтая, средняя часть бледно-коричневая. Среднеспинка жёлтая или бледно-коричневая с тремя разделенными черными пятнами, или имеется одно большое чёрное пятно. Щиток жёлтый. Тазики и вертлуги ног желтые, бедра бледно-коричневые. Голени постепенно темнеют к вершине от бледно-коричневого до темно-коричневого или чёрного. Лапки равномерно черные. Крылья прозрачные, жилки бледно-коричневые до коричневых. Три ветви медиальной жилки достигают края крыла. Птеростигма бледная. Брюшко бледно-коричневое или коричневое, с бледной продольной срединной линией.

## Биология
Личинки развиваются в лесных местообитаниях и питаются гипновыми мхами.

## Геном
Общая длина последовательности генома составляет 1328,70 миллионов пар оснований. Митохондриальный геном имеет длину 17,5 тысяч пар оснований.

## Распространение
Распространён по всей Евразии, но встречается реже, чем Cylindrotoma distinctissima.